# فرانکاویلا بیزیو
فرانکاویلا بیزیو (به ایتالیایی: Francavilla Bisio) یک کومونه در ایتالیا است که در استان آلساندریا واقع شده‌است.

## خصوصیات
فرانکاویلا بیزیو ۷٫۸ کیلومترمربع مساحت و ۴۴۸ نفر جمعیت دارد و ۱۶۰ متر بالاتر از سطح دریا واقع شده‌است.